# Godfried Lannoo
Godfried Joseph Maria ridder Lannoo (Tielt, 7 mei 1927 – aldaar, 24 mei 2012) was een Vlaamse uitgever en ondernemer. Hij was een van de zonen van Joris Lannoo die in 1909 de drukkerij-uitgeverij Lannoo Lannoo had gesticht. Vanaf 1959 bouwden Godfried Lannoo en zijn broer Jan het bedrijf verder uit. Jan nam de leiding van de drukkerij op zich, Godfried die van de uitgeverij. In de jaren 1950 en 1960 verbreedde hij het profiel van de Vlaams-katholieke uitgeverij, zonder de wortels van het bedrijf te verloochenen, en verzoende cultuurspreiding met economie.

## Biografie

### Jeugd
Godfried Lannoo beschouwde het als een voorrecht uitgever te zijn. Na zijn humaniora studeerde hij aan het Hoger Instituut voor Grafische Kunsten en volgde aan het Plantin Genootschap in Antwerpen de cursus geschiedenis en esthetica van het boek en de uitgeverij. Die opleiding zorgde ervoor dat Lannoo later veel aandacht zou schenken aan de vormgeving van zijn publicaties. Hij was een van de eersten die zich in 1953 inschreef in de pas opgerichte Vlerick School. Nadien was hij voorzitter van de alumni.

### Uitgever
In 1959, bij het vijftigjarige jubileum van de drukkerij-uitgeverij, nam de tweede generatie van de familie mee de leiding van het bedrijf. Deze familiarisering resulteerde in een schaalvergroting, de aanwerving van externe uitgevers, grafici en medewerkers, en een fondsverbreding. Godfried Lannoo zelf bleef uitgever en was de eerste Vlaamse uitgever op de Frankfurter Buchmesse. Zo bracht hij Vlaamse publicaties op een internationaal niveau. In 1991 splitste Lannoo op in twee afzonderlijke entiteiten. De uitgeverij kwam in de handen van Godfried, de drukkerij in die van Jan. Godfried trok zich in 1994 terug als algemeen directeur en in 2002 als voorzitter van de raad van bestuur. Theo Peeters volgde hem als voorzitter op.

### Projecten
In het midden van de jaren 1970 realiseerde Lannoo een prestigeproject: de tweedelige Encyclopedie van de Vlaamse Beweging. Een van zijn laatste projecten als uitgever werd de uitgave van de Nieuwe Encyclopedie van de Vlaamse Beweging in de jaren 1990. Daarnaast lag hij aan de basis van het managementfonds van Lannoo en toeristische publicaties.

### Waardering
In 1996 kreeg hij van koning Albert II de titel van ridder en in 2003 benoemde de Nederlandse koningin Beatrix hem als overtuigde Groot-Nederlander tot Ridder in de Orde van Oranje-Nassau. Zijn wapenspreuk was Den lande en volke getrouw.

### Functies
Godfried Lannoo bekleedde tal van bestuursfuncties buiten uitgeverij Lannoo:
- Bestuurslid van de Kredietbank
- Bestuurslid van het Vlaams Economisch Verbond van West-Vlaanderen (sinds 1982)
- Gedelegeerd bestuurder van Uitgeverij Lannoo en Distrimedia
- Bestuurder van Drukkerij Lannoo
- Lid van de raad van bestuur van Openbaar Kunstbezit Vlaanderen (sinds 1987)
- Adviseur van de Buitenlandse Handel (sinds 1980)
- Bestuurder van de Vereniging ter Bevordering van het Vlaamse Boekwezen
- Erelid van de raad van bestuur van het Vlaams Economisch Verbond (1976-1997)
- Bestuurder van de Vereniging van Uitgevers van Nederlandstalige Boeken
- Erebestuurder van de Gewestelijke Ontwikkelingsmaatschappij West-Vlaanderen